# Vlastenci (film)
Vlastenci (v originále Les Patriotes) je francouzský hraný film z roku 1994, který režíroval Éric Rochant podle vlastního scénáře. Snímek byl uveden dne 15. září 1994 na mezinárodním filmovém festivalu v Torontu.

## Děj
V 80. letech se 18letý Ariel Brenner přestěhuje z Paříže do Izraele, kde ho naverbuje Mossad.
Po rozsáhlém výcviku ho jeho povinnosti vedou k zapojení do dvou zcela odlišných operací ve Francii a Spojených státech.
Jednak za účelem získání důvěrných dokumentů kontaktuje francouzského fyzika, který pracuje na projektu výstavby jaderné elektrárny v arabské zemi.
A dále kontakt s Jeremym Pelmanem, americkým zpravodajským důstojníkem NSA židovského vyznání, který sám kontaktoval izraelské tajné služby a nabídl jim spolupráci, vyvolanou obdivem ke státu Izrael.

## Obsazení
| Yvan Attal             | Ariel Brenner                     |
| Richard Masur          | Jeremy Pelman                     |
| Yossi Banai            | Yossi                             |
| Nancy Allen            | Catherine Pelman                  |
| Bernard Le Coq         | Bill Haydon                       |
| Allen Garfield         | Eagleman                          |
| Sandrine Kiberlainová  | Marie-Claude                      |
| Maurice Bénichou       | Yuri                              |
| Emmanuelle Devosová    | Rachel                            |
| Hippolyte Girardot     | Daniel                            |
| Christine Pascal       | Laurence Brenner, Arielova sestra |
| Jean-François Stévenin | Rémy Prieur                       |
| André Engel            | Arielův otec                      |
| Elizabeth Macocco      | Arielova matka                    |
| Rami Danon             | Pinkhas                           |
| Makram Khoury          | Barak                             |
| Éva Darlan             | paní Prieur                       |
| Beata Nilska           | Héléna                            |
| John P. Ryan           | Arthur                            |

## Ocenění
- César: nominace v kategorii nejslibnější herečka (Sandrine Kiberlainová)